# Бейбифейс
Кенет Едмъндс (на английски: Kenneth „babyface“ Edmonds), по-известен като Бейбифейс е американски певец, текстописец, продуцент и музикален импресарио. Той един от най-надарените, популярни и влиятелни фигури появявали се на поп сцената за изминалото десетилетие. Бейбифейс е натрупал в кариерата си повече от 100 милиона благодарение на работата си като певец, продуцент и автор на песни за Селин Дион, Мери Джей Блайдж, Марая Кери, Ерик Клептън, Мадона, Тони Бракстън, Арета Франклин и др. Сред неговите постижения са и безпрецедентните три последователни награди Грами за продуцент на годината (1995, 1996 и 1997 г.)

## Биография
През 14 ноември 2000 г. Epic Records представят албума: Babyface: A Collection Of His Greatest Hits, включващ 14 хита от периода 1989 г.: Tender Lover (двойно платинен и номер 1 R&B билборд албум за 11 седмици), For The Cool In You (1993, тройно платинен), и The Day (1996, двойно платинен). 6 от песните в албума са били минимум в топ 10 на класациите за pop и/или R&B музика като: „It's No Crime“ (No. 7 Pop/No. 1 R&B), „Whip Appeal“ (No. 6 Pop/No. 2 R&B), „Every Time I Close My Eyes“ (No. 6 Pop/No. 5 R&B), and „When Can I See You“ (No. 4 Pop/No. 6 R&B).
Големи хитове стават също следващите три песни: „Reason For Breathing“ (с помощта на Joe), „When Men Grow Old“ (написана и записана от babyface) и дуета с Eric Clapton „Change The World“.
На 12 май 2000 г. Epic Records издават DVD-to Babyface: A Collection Of Videos. То включва 13 клипа сред които: Tender Lover", „Whip Appeal“, „How Come, How Long“, „When Can I See You“, и „This Is For The Lover In You“.
„Мисля, че всеки имал късмета да доставя удоволствие на хората дълго време и да направи колекция от Greatest hits е щастливец, за това аз смятам себе си за един от тези щастливци. Тази колекция от Greatest hits е важна част от моята кариера и се чувствам много задължен за това на Томи Митола, Dave Glew, Polly Anthony и на всички от Epic Records за тяхната непрекъсната всеотдайност.“
„Бейбифейс е един от малко наистина multi-talented артисти.“ думи на Поли Антъни, президент на Epic Records Group.

## Дискография

### Албуми
- 1989: Lovers[1]
- 1989: Tender Lover[2]
- 1991: Closer Look[3]
- 1993: For The Cool In You[4]
- 1996: Day[5]
- 1997: MTV Unplugged NYC 1997[6]
- 1998: Christmas with Babyface[7]
- 2000: Collection of his Greatest Hits
- 2001: Face 2 Face[8]
- 2005: Grown & Sexy[9]
- 2007: Playlist[10]

### Сингли
- 1989: It's No Crime
- 1989: Tender Lover
- 1990: My Kinda Girl
- 1990: Whip Appeal
- 1991: Mary Mack
- 1992: Give You My Heart
- 1993: For The Cool In You
- 1993: Never Keeping Secrets
- 1994: And Our Feelings
- 1994: Dream Away
- 1994: When Can I See You
- 1994: When Can I See You Again
- 1996: Every Time I Close My Eyes
- 1996: This Is The Lover In You #1
- 1996: This Is The Lover In You #2
- 1997: How Come, How Long
- 2001: Baby's Mama
- 2001: Reason For Breathing
- 2001: There She Goes
- 2001: What If
- 2002: Missin It Will Break My Heart
- 2003: Cool In Love
- 2005: Sorry For The Stupid Things

### Компилации
- 1994: Cool Collection[неработеща препратка]
- 1997: Kenny „babyface“ Edmonds & Manchild[неработеща препратка]
- 2000: Collection of his Greatest Hits[неработеща препратка]
- 2001: Collection of his Videos[неработеща препратка]
- 2001: Love Songs[неработеща препратка]
- 2002: Spirit of Christmas[неработеща препратка]
- 2003: Essential Babyface[неработеща препратка]
- 2003: Greatest Song Book[неработеща препратка]
- 2005: Other Side Of Cool[неработеща препратка]
- 2008: Face/MTV Unplugged[неработеща препратка]
- 2006: Super Hits[неработеща препратка]